# 陳彝典
陳彞典（1540年—？年），字元惇，號登南，雲南永昌府騰衝衛官籍，四川德陽縣人，治《禮記》。

## 生平
六月十七日生，行一，由騰越州學生中式隆庆四年庚午科雲南鄉試第十四名舉人。隆慶五年（1571年）中式辛未科會試中式第三百六十二名，三甲第三百一十名進士。授中书舍人，萬曆五年（1577年）升南京户部员外郎，七年降为巴陵县丞，丁憂歸。十二年复除固始县，升陈留知县，十四年升和州知州，十五年致仕。

## 家族
曾祖陳鏡；祖父陳浩，壽官；父陳明禮，訓導。母殷氏。具慶下，妻，弟彞訓；彞憲；彞鼎。